# The Brain Eaters
The Brain Eaters este un film SF american din 1958 regizat de Bruno VeSota. În rolurile principale joacă actorii Allison Hayes, William Hudson, Yvette Vickers.

## Prezentare
Paraziți extratereștri invadează un mic oraș din Illinois (Riverdale) fiind în stare să preia orice lucru viu, minte și trup, prin atașarea lor de spatele gazdei.

## Actori
- Ed Nelson este Dr. Paul Kettering (ca Edwin Nelson)
- Alan Jay Factor este Glenn Cameron (ca Alan Frost)
- Cornelius Keefe este Senator Walter K. Powers (ca Jack Hill)
- Joanna Lee este Alice Summers
- Jody Fair este Elaine Cameron
- David Hughes este Dr. Wyler
- Robert Ball este Dan Walker
- Greigh Phillips este the Sheriff
- Orville Sherman este Mayor Cameron
- Leonard Nimoy este Professor Cole (ca Leonard Nemoy)

## Producție
Actorul Bruno Ve Sota a dorit să regizeze. El s-a dus la Roger Corman cu scenariul și Corman l-a ajutat să strângă un buget (redus) și a aranjat distribuția unor actori prin intermediul AIP. Filmul a fost turnat în șase zile.